# THE VOC@LOiD M@STER
THE VOC@LOiD M@STER(일본어: ザ　ボーカロイド マスター, 더 보컬로이드 마스터)는 캐트콤이 주최하는 도쿄를 중심으로 개최되는 보컬로이드 중심 동인지 즉매회이다.

## 개요
2007년 11월에 여러 단일 작품 이벤트를 모아 〈스키마 페스티벌〉중 하나로 창설되고 그 후 단독 개최하였다. 이벤트 이름은 반다이남코게임즈의 아이돌 육성 게임 《THE IDOLM@STER》을 모티브로 한 것. 이벤트 내용은 동인음악 CD, 동인지 배포나 코스프레이며 그 밖에 관련 기업도 이벤트에 참가하고 있다, 2010년 2월 제 11회에는 〈Live Special〉이라는 이벤트 장 내 스테이지에서 이벤트 참가자 들이 참가하는 라이브 이벤트도 개최하는 시도도 이뤄졌다.
보컬로이드를 쓴 작품의 발표는 인터넷이 주를 이루고 있어, 본 이벤트는 발표보다는 교류의 장이라는 색채가 강하다는 평가다. 작가들이 자발적으로 이름표를 붙여 교류하고 서클 부스에서 사인회를 하는 광경을 자주 볼 수 있는 특징이 있다.
2012년 4월부터 〈니코니코 초회의〉에서도 개최하나 마쿠하리 멧세에서 개최할 때、성인용 작품의 출품은 지바현 청소년 건전 육성 조례로 인해 금지되었다.
29회 2014년 7월 13일 개최 이후에는 소비세 증세 등 여러 사유로 인해 카탈로그 구입은 선택 사항이 되었다. 이에 따라 회장에 입장하기 위해서는 당일 현장에서 티켓을 구입하는 입장 티켓 구매제가 도입되었다
30회부터는 이전에 비해 개최 시간을 1시간 늦춰 개최될 예정이다.

## 인용
1. ↑  “音楽の「ナマ感」伝えたい　ボーカロイドイベント主催が語る”. 《ASCII.jp》 (アスキー・メディアワークス). 2009年12月7日. 2면. 2010년 9월 18일에 확인함.
2. 1 2  
《VOCALOIDをたのしもう Vol.3》. ヤマハミュージックメディア. 2009. 44頁쪽. ISBN 978-4636847574. 다음 글자 무시됨: ‘和書
’ (도움말)
3. ↑  “『THE VOC@LOiD M@STER10』一般参加案内”. ケットコム. 2010년 11월 5일에 확인함.
4. ↑  “『THE VOC@LOiD M@STER15』サークル参加要項”. ケットコム. 2010년 11월 5일에 확인함.
5. 1 2 3  《VOCALOIDをたのしもう Vol.4》. ヤマハミュージックメディア. 2010. 27頁쪽. ISBN 978-4636852455. 다음 글자 무시됨: ‘和書
’ (도움말)
6. 1 2  “音楽の「ナマ感」伝えたい　ボーカロイドイベント主催が語る”. 《ASCII.jp》 (アスキー・メディアワークス). 2009年12月7日. 4면. 2010년 9월 18일에 확인함.
7. ↑  「THE VOC@LOiD 超 M@STER28」サークル参加要項
8. ↑  “ボーマスチケット入場制を考える橋口さんとのやりとり”.